# Corticium sparsum
Corticium sparsum är en svampart som beskrevs av Berk. & Broome 1875. Corticium sparsum ingår i släktet Corticium och familjen Corticiaceae.   Inga underarter finns listade i Catalogue of Life.